# Vox NR
 (mars 2015).
Si vous disposez d'ouvrages ou d'articles de référence ou si vous connaissez des sites web de qualité traitant du thème abordé ici, merci de compléter l'article en donnant les références utiles à sa vérifiabilité et en les liant à la section « Notes et références ».
Vox NR (de vox, « voix » en latin ; et NR d'abord pour nationalisme révolutionnaire et ensuite pour Nouvelles Réalités) est un site web se réclamant des courants solidariste et nationaliste-révolutionnaire.

## Historique
L'histoire de Voxnr est initialement corrélée à celle du Réseau radical dont il était l'organe sur internet. Cette structure rejetait catégoriquement le clivage gauche-droite. Il se prononçait en faveur d'un projet politique et de réflexion s'inscrivant dans une position anticapitaliste, sociale et solidariste, antiaméricaine et antisioniste, de préservation des différences culturelles des peuples dans un bloc eurasien. Par ailleurs, le Réseau radical soutenait les luttes d'indépendance nationales et les régimes anti-impérialistes. Par exemple soutien à Saddam Hussein et à la guérilla irakienne, à la Palestine, à la république islamique d'Iran, à la république de Serbie-et-Monténégro, au président du Venezuela Hugo Chávez, à Carlos, etc[réf. souhaitée].
Le Réseau radical a été dissous par ses initiateurs durant le premier trimestre 2006. Certains de ses membres ont alors créé l'association « Les nôtres »[réf. souhaitée].

## Contenu et équipe rédactionnelle
Le site se présente comme un journal en ligne et « le site des résistants au nouvel ordre mondial ». Il entend analyser l'actualité nationale et internationale « au-delà de la droite et de la gauche ». Il publie régulièrement les opinions d'auteurs « de divers horizons politiques unis par une commune hostilité au capitalisme », au « système », aux États-Unis et à Israël. Il contient également des documents idéologiques et historiques et constitue ainsi un recueil de textes d'auteurs comme Ilich Ramírez Sánchez, dit Carlos, Julius Evola, Jean Thiriart, François Duprat, Alexandre Douguine, Otto Strasser, Oswald Mosley, Francis Parker Yockey, etc.
Jusqu'en septembre 2011, l'éditorialiste de Voxnr est Christian Bouchet, Claude Bourrinet prend sa succession jusqu'en mai 2013, date à laquelle il est remplacé par Philippe Delbauvre (pseudonyme : Alain Rebours) admirateur de la révolution conservatrice allemande, paradoxalement réactionnaire[réf. nécessaire] (Jungkonservativ), poursuivant néanmoins l'orientation nationale-populaire. Philippe Delbauvre quitte ses fonctions le 1er décembre 2016. Il s'investit désormais dans d'autres structures comme Euro-Synergies, Eurolibertés, L.v.c.i et Synthèse nationale.
En décembre 2017 Voxnr est repris en main par Gilbert Dawed et Michael Guerin, qui furent tous deux membres du Réseau Radical. Le site a cependant coupé tout lien idéologique ou politique avec la mouvance nationaliste-révolutionnaire (les archives du site sont effacées et le sens de NR changé en Nouvelles Réalités) pour se consacrer essentiellement à l'analyse géopolitique. Les articles et analyses révèlent cependant une orientation eurasiste, hostile au mondialisme et aux démocraties libérales.
En février 2021, Voxnr annonce qu'il devient Voxnr-Les Lansquenets  et qu'il est, en conséquence, l'organe de l'association Les Lansquenets d'Europe de Gabriele Adinolfi.
Le 7 avril 2023, Christian Bouchet annonce une nouvelle transformation du site, sous le nom VoxNR.fr, ainsi que la remise progressive des archives à disposition. 
Laurent Latruwe, dit Roland Machefer, a par ailleurs été une « signature en vue » de Vox NR.
Vincent Téma est également l'une des nouvelles plumes de voxnr.fr.

## Critiques
En 2004, la Commission nationale consultative des droits de l'homme (CNCDH) classe ce site dans sa liste de sites racistes et déclare à son sujet :

« Voxnr est sans conteste l’un des sites étudiés les plus structurés, riche en textes, et offrant des ressources militantes téléchargeables (tracts, affiches). Animé par Christian Bouchet et Roland Gaucher, bien connus dans les milieux extrémistes français, le site VoxNR s’inscrit dans la tradition de l’extrême droite solidariste. VoxNR propose en outre une librairie de l’extrême droite en ligne [...] Ce site s’inscrit dans une mouvance d’extrême droite qui instrumentalise le conflit israélo-palestinien afin d’en faire l’instrument d’une orientation antisémite qui permet de diaboliser Israël et les juifs israéliens ou français. »

La « revue du judaïsme français » L'Arche dans son numéro de décembre 2004 soupçonne Alain Ménargues d'avoir utilisé ce site comme source d'information pour son livre Le Mur de Sharon.